# Paul S. Martin
Paul Schultz Martin (Allentown, 22 agosto 1928 – Tucson, 13 settembre 2010) è stato un geologo, paleontologo e zoologo statunitense, noto per aver sviluppato la teoria che l'estinzione a livello globale dei grandi mammiferi avvenuta nel Pleistocene fosse stata causata dalla caccia praticata dai primi uomini.

## Istruzione e lavoro
Nel 1953 ricevette la laurea in zoologia alla Cornell University. Nel 1953 e nel 1956 ha completato rispettivamente il master e il dottorato presso l'Università del Michigan e poi ha proseguito con una ricerca post-dottorato presso l'Università di Yale e l'Università di Montréal. Dal 1957 entrò nell'Università dell'Arizona, dove lavorò fino al suo pensionamento nel 1989.

## Teoria

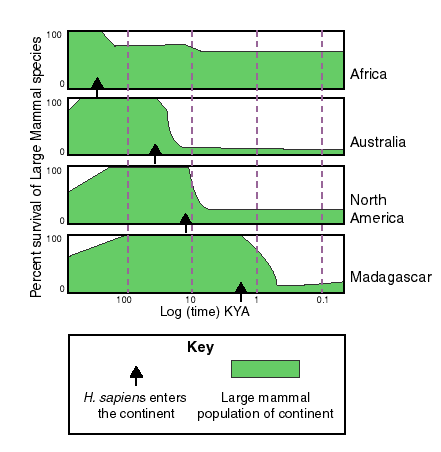
Grafico che mette a confronto l'andamento della popolazione di grandi mammiferi con l'arrivo dell'uomo

Martin sviluppò la teoria nota come "overkill" o "blitzkrieg model", basata sull'intuizione che l'improvvisa scomparsa di grandi popolazioni di mammiferi, avvenuta durante l'era glaciale in continenti e tempi diversi, coincideva con l'arrivo degli esseri umani. Egli credeva che, come dall'Africa e dall'Eurasia l'uomo aveva raggiunto l'Australia, le Americhe e le isole del Pacifico, aveva iniziato rapidamente a cacciare i grandi animali endemici di ogni continente fino all'estinzione. Martin concentrò la sua ricerca particolarmente sul Nord America, la cui fauna dell'epoca tardo glaciale rivaleggiava con quella dell'odierna Africa.
Secondo la sua teoria, gli esseri umani arrivarono in Nord America durante l'era glaciale, circa 11.000 anni fa, ed iniziarono a cacciare i mammiferi di grandi dimensioni, compresi gli antenati degli odierni bradipi e cammelli (Nothrotheriops shastensis e Titanotylopus), mammut e mastodonti, fino all'estinzione.
La teoria, riassunta ne Twilight of the Mammoths: Ice Age Extinctions and the Rewilding of America (2005) è stato ampiamente discusso e rimane controversa. Michael Fosha ha scritto che, anche se Martin ha tentato di mettere in discussione e sfatare spiegazioni alternative per l'estinzione, non ha adeguatamente esaminato le teorie tradizionali come i cambiamenti di clima e vegetazione. Secondo Fosha, nel suo lavoro Martin ha rappresentato un assalto degli esseri umani preistorici alla natura condotto "con l'efficienza di una Panzer-Division tedesca", ritiene inoltre che Martin avesse una visione inesatta dell'archeologia. Tuttavia, Fosha riconosce che i dati raccolti e riportati nel libro fossero eccellenti e meritevoli di attenzione.
Alcuni archeologi e paleontologi mossero critiche all'operato di Martin, contestando la datazione relativa all'arrivo dell'uomo in dati luoghi e all'estinzione di alcune specie animali. Martin rispose che le loro affermazioni erano il risultato di un'analisi scientifica inesatta, e che le date presentate dai suoi contestatori non erano ancora state verificate in maniera indipendente.